# 格里岑基
49°48′33″N 26°45′37″E / 49.80917°N 26.76028°E
赫里岑基（烏克蘭語：ГриценкиI）是位於烏克蘭西部的村莊，由赫梅利尼茨基州裡赫梅利尼茨基區的安東尼尼市鎮負責管轄。該村始建於1593年，面積1.15平方公里，海拔高度295米，2001年人口351，人口密度每平方公里306.3人。